# 棺担ぎのクロ。〜懐中旅話〜
『棺担ぎのクロ。〜懐中旅話〜』（ひつぎかつぎのクロ カイチュウタビノワ）は、きゆづきさとこによる日本の4コマ漫画作品。芳文社『まんがタイムきらら』にて、2005年1月号から2018年6月号にかけて連載された。
基本的に1話完結（2話にまたがることもある）のストーリー4コマ。19世紀ヨーロッパ風のファンタジックな世界を主人公たちが旅する旅行記の体裁を持つ作品で、戦争の影が忍び寄る時代に差し掛かり、近代文明化への兆しが見え始めている時代を舞台にしている。ダークファンタジーの要素を意識したのか、コマの周りが全て黒く塗られている。
きゆづきの別作品『GA 芸術科アートデザインクラス』と同様、雑誌掲載時のカラーページが単行本でもほぼカラーのまま収録されている。
2007年7月25日にはジェネオンエンタテインメントよりドラマCDが発売された。
2019年2月27日には、単行本未収録の話やエピローグとなる番外編などを収録した『棺担ぎのクロ。〜追憶旅話〜』（ひつぎかつぎのクロ ツイオクタビノワ）が発売された。

## あらすじ
棺を背負い、相棒の人語を話す蝙蝠「セン」と共に、主人公の「クロ」は自分たちに呪いをかけた「魔女」を探して旅をしていた。その中でふたりは廃棄されたような建物で、外の世界を知らずずっと建物の中にいた双子「ニジュク」と「サンジュ」を発見、双子は突然いなくなった「はかせ」を探すといって、クロたちと共に旅をすることになる。奇妙な運命で結ばれた4人の話や、旅先で出会う人々との話が、優しく丁寧に描かれていく。その中でクロたちの過去が次第に明かされていって、やがてクロ達は魔女を見いだす。

## 登場キャラクター
担当声優は特記ない限りはドラマCD版でのキャスト。本作以外への客演については「#他作品へのゲスト出演」を参照。

### メインキャラクター
クロ
声 - 高山みなみ / 金澤まい（きららファンタジア）
主人公。全身真っ黒の服装に帽子、眼鏡の姿。身の丈ほどもある棺を背負う旅人。青年のような容姿で、「お兄さん」と呼ばれることがあるが女性。一人称は「僕」または「私」。
ニジュクとサンジュに初めて出会った時に便宜上「クロ」と名乗り、以後定着した。本名は別にあるらしく、ゼンマイ丘の魔女曰く「可愛い名前」で、魔女が語ったところによると「シューニャ」。
各地を旅し、自分に「黒い呪い」をかけた「魔女」を探している。基本的に丁寧口調で喋り感情を滅多に表に出さないが、頼みごとはしっかりと聞く性格。
肌のあちこちに黒い染みのようなものが取り付いており、それが身体を徐々に侵食している。この黒い染みは負の感情が出ると増え、意識を失ってしまう（クロたちは「発作」と呼ぶ）。衣服の下に包帯を巻いており、染みが移るたびに交換している。
元は北のある村の住人で、「センセイ」の屋敷に居候していた。出稼ぎに行った母を探すため、早く大人になることを望んでいたが、ある日出会った「魔女」に姿を変えられ、明るかった髪の色が黒くなり、前身に黒い染みが発生する「黒い呪い」をかけられる。当初はカチューシャにリュック姿だったが、ある時を境に黒ずくめに棺桶という現在の姿になった。
セン
声 - 津久井教生
クロの相棒の蝙蝠。人間の言葉を喋り、女好きで酒好き。クロが幼少の頃から近しい存在。昔はクロから「センセイ」と呼ばれており、人間の姿に戻ったときは昔のように「センセイ」と呼ばれる。
元はある領主の次男坊で、クロの身元引受人。父が死んだとき、兄と弟に財産を譲って自分は隠居生活を行い、植物や虫の研究をしようと旅をするため、助手にすべく男の子の養子を欲していたが、仲介人が連れてきたのは女の子のクロだった。やむなく、互いに干渉しないことを条件に自宅にクロを住まわせるが、突然現れた「魔女」によって1000匹の蝙蝠に分割された。喋れる個体は一匹だけのようであり、残りはクロの棺の中にいる（棺を担ぐ前はクロの周りを飛び回っていた）。一年に一度赤紫の月の夜だけ人間に戻れる。蝙蝠の時は、1000匹でクロひとりくらいを運べるほどの飛行能力がある。また時々、1000匹のうち一部が行方不明になって騒ぎになることがある。クロの眼鏡は元はセンの所有物だった。
人間の頃は周囲から変人と呼ばれ、さらに女嫌いだった。またクロは「旅してから優しくなった」と言っている。クロなどによると、女好きを装っているが、実際にはセンの心は魔女に囚われているという。魔女の呪いを「克服」してからは、自分の意思で人間と蝙蝠の姿を自由に入れ替われるようになった。
ニジュク
声 - 徳永愛
クロがとある家の地下で出会った双子の姉。「29番」に由来する。
猫の耳と尻尾を持つ以外は、一見普通の人間の子供。肩までの短い髪。
隠秘学の博士の家の地下室で、「はかせ」の「これからしばらく あぶないことあるから」「あんぜんな ここにいて まっていなさい」という命令に従い、檻の中にサンジュと隠れていた所をクロに発見される。舌ったらずで、「 - ちゃん」の「ん」の部分などが発音できない。泣き虫だが、事あるごとにお姉さんぶる。
突然いなくなった「はかせ」を探す為に、クロの旅に同行する。まだ幼く、「死」の概念を認識出来ていない。
自分たちの事を「はかせ」の「じっけんたい」と名乗る。博士に付与されたらしい、いくつかの特殊能力を有する。
クロと最初に会ったときは自分の体を小さくして檻の鉄格子の隙間から出てきたが、この時耳と尻尾はネズミのものになっていた。
またあらゆるものから「色を貰う」ことが出来、さらにその色を他のものに移すことも出来る。その力を使ってクロの色を変えようとしたが、逆に全身が真っ黒に染まってしまい、洗い流した後も耳と尻尾が黒に染まったままになっている（元々はサンジュと同じ純白だった）。
耳と尻尾の代わりに片翼の翼（右翼）を出すことも出来る（この翼も黒く染まっているが、クロの「黒」によるものかは不明）。サンジュと協力することによって、短距離なら飛行が可能。
ストレスがたまると、影が本体から離れて独り歩きしてしまうことがある。この時の影はストレスのもとになった願望や素直になれない想いなどに沿って行動する。この影が他の影にちょっかいをかけると、影越しに実体にも影響を与えるため、影が他の人の影をつかむと本人が掴まれたようになる。影は本体と同程度の判断能力があるようだが、影が見聞きしたことが本体に伝わるのかどうかは不明。
サンジュ
声 - 野中藍
クロがとある家の地下で出会った双子の妹。「30番」に由来する。長い髪を結っている。
こちらも猫の耳と尻尾、そしてニジュクと同様の特殊能力を有する。耳と尻尾の代わりに片翼の翼（左翼）を出すことも出来る。
こちらはクロの「黒」に染まっていないため、耳・尻尾・翼とも純白のままである。以前は髪をはかせに結ってもらっていた。
ニジュクと共にクロの旅に同行する。ニジュクよりも自我の発達が早いらしく、反抗的な態度を取る事もある。

### その他のキャラクター
イーダ
一巻第一話に登場したとある宿屋の娘。クロを吸血鬼と勘違いし様子を見に行ったとき山賊に襲われ、クロに助けられた。その後クロたちと会うことはなかったらしい。
ゼンマイ丘の魔女
信仰の厚い町の近辺にある「ゼンマイの丘」の上に住んでいる美人の女性。街の宗教とは異なる自然宗教（ペイガニズム）を崇める呪い師の家系に連なっているため、街の住民にいつの間にか「魔女」と呼ばれ恐れられていた。おっとりした優しげな雰囲気のあるお姉さんで、立ち寄った旅人を無理矢理泊めて料理を振る舞う世話好きかつ強引な性格。
自然宗教と関係する薬草学や民間療法に造詣が深く、それによって町の少女の病気を治す。後にその少女が遊びに来るようになり、間接的に引き合わせたクロに感謝している。
はかせ
ある研究所で謎の研究を行っていた人物。培養液内で多くの人型生物を造り失敗していたが、偶然生まれた双子の成功例を「29番」「30番」と名付け観察する。
クロが屋敷の中に入った時には、何者か（作中では、恐らく実験体の生物の仕業だろうと推測されている）によって殺害された後で、既に白骨死体と化していた。
ケイ
道端で軍用バイクと共に行き倒れになっていた青年。自称「風来坊」。旅を続けるための資金を様々な方法で稼いでいる。
アコーディオンの演奏が得意で、助けてもらったクロを歌わせたり双子にダンスをさせたりした。そのためクロから「あまり関わりたくない人物」として認識されている。その後も旅先でクロたちと出会う。
元々は名前を持たず、周辺の文字を適当に指したところケイと呼ばれるようになった。ちなみにバイクも拾ったものである。
チョウ
飛行機で輸送屋をしている飛行士の女性。祖父も飛行士をしていた。以前クロの「発作」を目撃し知り合いになった。クロを「黒い旅人」と呼ぶ。
ゼンマイ丘の魔女の家の近くの森に墜落したのをきっかけにケイたちとも知り合った。
クロが意識不明の間、治癒するため奔走していた。
黒い旅人（仮称）
昔クロが旅の途中で出会った人物。犬の顔を持つ。即興で作り話をするのが得意。
荷物を持たずに旅をする謎の旅人。行く先々で困った人々を助けているため、人から慕われている。しかし本人は人付き合いを好んでおらず、そのため一ヶ所に留まらずに気の向くままに流れるような旅をしている。また緑玉色の都では「フカシギさん」という名で呼ばれており、かつて何かを願ったことを戒めている。
棺を担ぎ始めた頃のクロと出会い食事を奢るが、翌朝彼の活躍を妬む警官に殺人の罪を着せられ投獄される。しかしクロが証拠品を発見したため釈放され、クロに自らの黒い帽子を授けた。はかせとも面識がある。
モー
とある村の村長の娘。我が儘な性格で、気に入らないことがあるとすぐに蹴りを入れる。長い髪が自慢。
「願いを叶える魔女」の噂を聞き、自分が魔女になれば幾らでも願いが叶えられるだろうと考え、偶然会った黒い影の魔女に「あなたのような魔女にして欲しい」と願い、肌に黒い染みのようなものが取り憑いた。彼女はそれを病気だと思い「発作」と呼んでいたが、無意識のうちに村人を次々と殺害し、村を全滅に導く。
クロとセンが村に訪れた時は、染みに顔の半分（おそらくは身体全体）を浸食され、一部は脆くなっていた。クロを無理矢理巻き込み村人への葬式ごっこを行い、同じ境遇であったため親しくなるが、足首が壊れ動けなくなる。そして自慢の髪が黒くなるのは許せないとして、「あんたをあたしの棺にして」と言い残した。棺や喪服を思わせる黒い服などクロの旅に大きな影響を与えた。
メイ
モーの家の使用人の女性で、モーの面倒を見ていた。クロ達がモーのところにやって来たときに出会っている。
魔女
真っ黒な影の塊のようなものが女性の姿を象っている存在。3色の肌を繋ぎ合わせたような身体を持ち、3つの声を同時に出しているような声で喋る。歩いた足跡には黒い液体のようなものが落ちており、身に着けたものも時間が経てば腐敗してしまう。自分を探している人を探しているらしい。相手の心を読む、見たものを自分で身に着ける能力を持つ。本名は“ヒフミ”（123）らしいが、ニジュクとサンジュの「はかせ」には“アン”と呼ばれていた。
モーの村を訪れたときに「“あなたみたいな”魔女になりたい」というモーの無邪気な願いを聞き入れた。また生まれつき声が出ない羊使いに自らの「声」を一つ渡した。
帽子の旅人（仮称）
旅の途中でクロたちが出会った人物。大きな鼻と帽子が特徴的。石細工や家具の修理が得意。
以前徴兵で戦場に赴いたが、家族と生き別れになってしまい、妻と娘を探す旅に出た。クロに石細工を送り、代わりに家族への手紙を預かってもらった。
クロたちと別れたあと、戦火から逃げて来た親子を発見し、彼らを庇って爆撃に飲み込まれ、消息不明になる。
クロとクロの母親の名を知っていてクロを驚かせたが、その事実をクロが知ったときにはクロと別れて消息不明となっており、クロとの関係は不明。

## 書誌情報
芳文社より「まんがタイムKRコミックス」として刊行されている。

### 単行本
『棺担ぎのクロ。〜懐中旅話〜』全7巻
1. 第1巻（2006年3月27日発売[4] 2006年4月11日初版発行）ISBN 978-4-8322-7568-3
2. 第2巻（2007年6月27日発売[4] 2007年7月12日初版発行）ISBN 978-4-8322-7634-5
3. 第3巻（2012年1月27日発売[4] 2012年2月11日初版発行）ISBN 978-4-8322-7769-4
4. 第4巻（2013年7月27日発売[4] 2013年8月11日初版発行）ISBN 978-4-8322-4323-1
5. 第5巻（2015年6月27日発売[4] 2015年7月12日初版発行）ISBN 978-4-8322-4579-2
6. 第6巻（2017年2月27日発売[4] 2017年3月14日初版発行）ISBN 978-4-8322-4806-9
7. 第7巻（2018年7月27日発売[4] 2018年8月10日初版発行）ISBN 978-4-8322-4964-6

なお第3巻については当初2009年1月27日発売予定であったが、2度の発売延期を経て2012年1月27日に発売された。
『棺担ぎのクロ。〜追憶旅話〜』
2019年2月27日発売 ISBN 978-4-8322-7073-2

### 関連書籍
『画集 棺担ぎのクロ。～標本図鑑～』
2019年4月25日発売 ISBN 978-4-8322-7091-6

## ドラマCD
2007年7月25日発売（規格品番：FCCC-0064）。ストーリーはドラマCDオリジナル。
メインキャストは#登場キャラクター節を参照。
- ジョット：大林隆介
- ニコル：重松朋
- マウル：小林晃子
- イレーネ：久川綾
- グスタフ：平川大輔
- 船乗り1：前田俊文
- 客1：こぶしのぶゆき
- 大漁の大魚亭・主人：園部好德
- ナレーション：田中秀幸

## 他作品へのゲスト出演
同作者による作品『GA 芸術科アートデザインクラス』のテレビアニメ第1話から4話までのEDにおいて、ニジュクとサンジュのシルエットが若干登場（お手玉をしているキョージュの背後に出現）した。ただしニジュクはED冒頭に登場するため、本編がEDに食い込んでいる第2話には登場しない（代わりに全EDのダイジェストになっている最終話にはサンジュが登場しない）。また同作の第2話の本編では、クロとセンが背景キャラクターとして2カット登場し、彩井学園の校庭を横切るシーンが描かれた。

## ゲーム
きららファンタジア
ドリコムによるスマートフォン向けのアプリゲーム。「まんがタイムきらら」シリーズのキャラクターが多数登場するクロスオーバー作品で、2019年4月11日より本作からクロが登場した。クロの声は金澤まいが新規にキャスティングされている。一部場面ではセンにもボイスがつけられているがキャストは不明。